# Óscar Marcos
Pour les articles homonymes, voir Marcos.
Óscar Marcos, né le 19 février 2006 à Vilagarcía de Arousa, est un footballeur espagnol qui joue au poste de milieu offensif au Celta Vigo.

## Biographie

### Carrière en club
Né à Vilagarcía de Arousa en Espagne, Óscar Marcos est formé par le Celta Vigo, où il commence sa carrière professionnelle avec l'équipe reserve en championnat d'Espagne de troisième division,,,.
Jugé comme un des éléments du centre de formation,, il est déjà évoqué comme un potentiel joueur de l'équipe première début 2025, convoqué à l’entraînement par l’entraîneur Claudio Giráldez,.

### Carrière en sélection
En juin 2025, Marcos est convoqué avec l'équipe d'Espagne des moins de 19 ans pour participer au Championnat d'Europe des moins de 19 ans qui a lieu en Roumanie.
L'Espagne l'emporte en demi-finale contre l'Allemagne, sur le score de 6-5 après des prolongations et un match riche en retournements,. Elle s'incline ensuite face aux Pays-Bas lors de la finale, sur la plus petite des marges (0-1),.

## Palmarès
Espagne -19 ans
- Championnat d'Europe
  - Finaliste en 2025